# Nakagawa Kiyohide
Nakagawa Kiyohide (中川 清秀?; 1542 – 6 giugno 1583) è stato un daimyō giapponese del periodo Sengoku, servitore del clan Oda.

## Biografia
Suo padre fu Nakagawa Shigekiyo mentre Nakagawa Hidemasa e Nakagawa Hidenari furono i suoi figli. La moglie di Furuta Oribe era la sorella minore di Kiyohide.
Inizialmente Kiyohide servì Ikeda Katsumasa, che proveniva da un potente clan nella provincia di Settsu. Successivamente divenne indipendente assieme ad Araki Murashige e Takayama Ukon nella provincia di Settsu.
Quando Oda Nobunaga fece marciare i suoi eserciti verso Kyoto, Kiyohide si arrese e divenne suo servitore. Nel 1572, lui e Murashige uccisero Wada Koremasa. Nel 1578, quando Murashige e Ukon si ribellarono contro Nobunaga, Kiyohide si unì a loro. Tuttavia, quando Nobunaga arrivò ad attaccare con un grande esercito, Kiyohide e Ukon si arresero e attaccarono invece Murashige. Dopo che Murashige fu sconfitto, Kiyohide mantenne i propri possedimenti e prese parte a varie battaglie sotto il comando di Niwa Nagashige e Ikeda Tsuneoki.
Nel 1582 servì Hashiba Hideyoshi dopo la morte di Nobunaga e fu presente nella battaglia di Yamazaki. Nel 1583 guidò la seconda avanguardia della forza di Hideyoshi nella battaglia di Shizugatake e mentre ospitava un consiglio di guerra con Takayama Ukon e Miyoshi Hidetsugu fu attaccato con ferocia da Sakuma Morimasa, coraggioso comandante militare di Shibata Katsuie.
Kiyohide morì in questa carica battaglia all'età di 42 anni. La sua tomba si trova a Bairin-ji (梅林 寺?), Ibaraki, nella prefettura di Osaka.
Successivamente, il suo secondo figlio, Nakagawa Hidenari, divenne il primo capo del clan Oka nella provincia di Bungo. Questo clan continuò fino al rinnovamento Meiji.